# Liste der Baudenkmale in Luckenwalde
In der Liste der Baudenkmale in Luckenwalde sind alle Baudenkmale der brandenburgischen Stadt Luckenwalde und ihrer Ortsteile aufgelistet. Grundlage ist die Veröffentlichung der Landesdenkmalliste mit dem Stand vom 31. Dezember 2022.

## Baudenkmale in den Ortsteilen
In den Spalten befinden sich folgende Informationen:
- ID-Nr.: Die Nummer wird vom Brandenburgischen Landesamt für Denkmalpflege vergeben. Ein Link hinter der Nummer führt zum Eintrag über das Denkmal in der Denkmaldatenbank. In dieser Spalte kann sich zusätzlich das Wort Wikidata befinden, der entsprechende Link führt zu Angaben zu diesem Denkmal bei Wikidata.
- Lage: die Adresse des Denkmales und die geographischen Koordinaten. Link zu einem Kartenansichtstool, um Koordinaten zu setzen. In der Kartenansicht sind Denkmale ohne Koordinaten mit einem roten beziehungsweise orangen Marker dargestellt und können in der Karte gesetzt werden. Denkmale ohne Bild sind mit einem blauen bzw. roten Marker gekennzeichnet, Denkmale mit Bild mit einem grünen beziehungsweise orangen Marker.
- Bezeichnung: Bezeichnung in den offiziellen Listen des Brandenburgischen Landesamtes für Denkmalpflege. Ein Link hinter der Bezeichnung führt zum Wikipedia-Artikel über das Denkmal.
- Beschreibung: die Beschreibung des Denkmales
- Bild: ein Bild des Denkmales und gegebenenfalls einen Link zu weiteren Fotos des Baudenkmals im Medienarchiv Wikimedia Commons

### Frankenfelde
| ID-Nr.                           | Lage                 | Bezeichnung                                                                                            | Beschreibung | Bild                                                                                                   |
| -------------------------------- | -------------------- | --- | --- | --- |
| 09105429                         | (Lage)               | Dorfkirche                                                                                             | Die evangelische Kirche stammt aus der zweiten Hälfte des 13. Jahrhunderts. Der ehemalige Kanzelaltar stammt aus der Zeit um 1700, allerdings ist nur der Kanzelkorb erhalten. Die Orgel hat ein klassizistisches Prospekt und stammt aus dem Jahre 1824.                                                                                   | Dorfkirche                                                                                             |
| 09105951                         | Dorfstraße 35 (Lage) | Gehöft, bestehend aus Torhaus, Oberlaubenstall, rechtem Stallgebäude, Scheune sowie Wohnhaus (Äußeres) | | Gehöft, bestehend aus Torhaus, Oberlaubenstall, rechtem Stallgebäude, Scheune sowie Wohnhaus (Äußeres) |
| 09107141 Teilobjekt zu: 09105951 | Dorfstraße 35 (Lage) | Wohnhaus                                                                                               | | BW |
| 09107142 Teilobjekt zu: 09105951 | Dorfstraße 35 (Lage) | Torhaus                                                                                                | | BW |
| 09107143 Teilobjekt zu: 09105951 | Dorfstraße 35 (Lage) | Stall                                                                                                  | | BW |
| 09107144 Teilobjekt zu: 09105951 | Dorfstraße 35 (Lage) | Stall                                                                                                  | Der Stall befindet sich im Süden des Hofes. | BW |
| 09107145 Teilobjekt zu: 09105951 | Dorfstraße 35 (Lage) | Scheune                                                                                                | Die Scheune steht auf der Rückseite des Hofes. | BW |
| 09106001                         | Dorfstraße 71 (Lage) | Oberlaubenstall                                                                                        | | Oberlaubenstall                                                                                        |
| 09105431                         | Zapfholzweg (Lage)   | Areal des Kriegsgefangenenlagers Stalag III A mit Ehrenfriedhöfen                                      | Nach Beginn des Zweiten Weltkrieges wurde im September 1939 das Kriegsgefangenenlagers Stalag III A errichtet. Ungefähr 200.000 Kriegsgefangene aus zehn verschiedenen Nationen durchliefen das Lager. Untersuchungen ergaben, dass im Lager rund 5.000 bis 6.000 Gefangene im Winter 1941/1942 einer Fleckfieberepidemie zum Opfer fielen. | Areal des Kriegsgefangenenlagers Stalag III A mit Ehrenfriedhöfen                                      |

### Kolzenburg
| ID-Nr.                           | Lage                    | Bezeichnung               | Beschreibung | Bild           |
| -------------------------------- | ----------------------- | ------------------------- | --- | -------------- |
| 09105859                         | Chausseestraße 1 (Lage) | Villa Lindenberg und Park | Die Villa wurde um 1888 errichtet. 1910/1916 erfolgte eine bauliche Erweiterung. Es handelt sich um ein ein- und zweigeschossiges verputztes Gebäude mit ineinander verschachteltem Walm- und Satteldach. | weitere Bilder |
| 09107101 Teilobjekt zu: 09105859 | Chausseestraße 1 (Lage) | Villenpark                | Es handelt sich um einen als Landschaftspark konzipierten Villenpark. Er datiert ebenfalls auf nach 1888.                                                                                                 | Villenpark     |
| 09107102 Teilobjekt zu: 09105859 | Chausseestraße 1 (Lage) | Gartenpavillon            | Der eingeschossige, sechseckig konzipierte Pavillon befindet sich auf dem höchsten Punkt des Park-Areals, ca. 20 Meter nördlich der Villa liegend. Er wurde nach 1888 erbaut.                             | Gartenpavillon |

### Luckenwalde
| ID-Nr.                           | Lage | Bezeichnung | Beschreibung | Bild |
| -------------------------------- | --- | --- | --- | --- |
| 09107267                         | Am Herrenhaus 2, Birkenweg 1-6, Puschkinstraße 42-44, 44 a-b, 45, 46, 46 a-b, 47, 48, 48 a-b, 49, 50, Tuchschererweg 1-6, Puschkinstraße, 42, 43, 44, 44 a, 44 b, 45, 46, 46 a, 46 b, 47, 48, 48 a, 48 b, 49, 50, Volltuchweg 1a, Weberweg 1-5 (Lage) | Volltuch-Areal, Wohnanlage mit Gebäuden der Feintuch-Fabrik | Das Volltuch-Areal liegt im Zentrum der Stadt zwischen Puschkinstraße im Nordwesten und Haag im Südosten. Erbaut wurde die Wohnanlage von 1993 bis 1998. | weitere Bilder |
| 09107281 Teilobjekt zu: 09107267 | Am Herrenhaus 2 (Lage) | Maschinenhalle | Eingeschossiges Ziegel-/Klinkergebäude mit Satteldach. Datiert auf 1890/1895 (Sanierung erfolgte 1994/1997). 2022 fiel die Halle teilweise einem Brand zum Opfer. | Maschinenhalle |
| 09107282 Teilobjekt zu: 09107267 | Volltuchweg 1a (Lage) | Produktionshalle (Weberei) | Bei dem eingeschossigen Ziegel-/Klinkergebäude mit Satteldach handelt es um die sog. Neue Fabrikhalle und Weberei. Die Halle datiert lt. Bauakte auf das Jahr 1898 (Sanierung 1994/1997). | Produktionshalle (Weberei) |
| 09107283 Teilobjekt zu: 09107267 | Birkenweg (Lage) | Produktionshalle (Spinnerei) | Eingeschossiger Ziegel-/Klinker-Langbau mit Satteldach, der westlich am Spinnerei-Gebäude ansetzt. Datiert lt. Bauakte auf 1916/1918 (Sanierung 1994/1997). | Produktionshalle (Spinnerei) |
| 09105390                         | (Lage) | Stadtkern Luckenwalde | Das Denkmal besteht aus dem historischen Kern der Stadtanlage Luckenwalde: Baruther Straße 1–47, Beelitzer Straße 23, Breite Straße 1–51, Dahmer Straße (zwischen Breite Straße und Kleiner Haag), Haag 1–5, 21–30, Markt 1–34, Rudolf-Breitscheid-Straße 1–7 und 157–161, Theaterstraße (zwischen Breite Straße und Kleiner Haag), Trebbiner Straße 16 | Stadtkern Luckenwalde |
| 09105182                         | Ackerstraße 12 (Lage) | Mietwohnhaus | | Mietwohnhaus |
| 09105183                         | Am Anger 1-34, Am Eiserhorstweg 1–10, Am Neuen Damm 1–18, Am Wall 1–12, Jänickendorfer Straße 16, 17 (Lage) | Siedlung „Am Anger“ | Die Siedlung entstand 1920/21 im Zuge der Industrialisierung Luckenwaldes. Sie sollte den Arbeitern Wohnraum und Ruhe zur Erholung bieten. | weitere Bilder |
| 09105189                         | Am Nuthepark 1 (Lage) | Stallgebäude der Brauerei | Die Remise war einst Teil der Fähndrischen Brauerei. | Stallgebäude der Brauerei |
| 09105775                         | Arndtstraße 17 (Lage) | Kindergarten | In diesem Gebäude befindet sich seit Januar 1971 die Kindertagesstätte „Rundbau“ | Kindergarten |
| 09105184                         | Auf dem Sande 1–52, Alex-Sailer-Straße 1–11, An den Giebeln 1–12, 21–31, Grundweg 2–4, 6, Jüterboger Tor 2–7, Rothe Straße 1–4, 6, 8, Rudolf-Breitscheid-Straße 80–110, Schieferling 1–10 (Lage)                                                      | Siedlung „Auf dem Sande“ | | weitere Bilder |
| 09105426                         | August-Bebel-Platz 1–14, Dahmer Straße 27, 27a, 28, Gottower Straße 1–8, Jänickendorfer Straße 81–89, Karl-Marx-Straße 1–15, Theaterstraße 28–30, Wilhelm-Liebknecht-Straße 2–12 (Lage)                                                               | Wohnsiedlung (Volksheimsiedlung) | Die Volksheimsiedlung wurde von 1928 bis 1932 von Willy Ludewig erbaut. In der gesamten Siedlung entstanden 350 Wohnungen. Die Grundstruktur sah einen trapezförmigen Platz mit einer Waschküche, einem Spielplatz sowie einem Heizhaus vor. 1998 wurden die Wohnungen renoviert und neu aufgeteilt. | weitere Bilder |
| 09105216                         | Auguststraße 44 (Lage) | Arbeitersiechenheim „Carlsche Stiftung“ | Tuchfabrikant Carl stiftete 1841 den Carlschen Stift für invalide Fabrikarbeiter in der Auguststraße 44. | Arbeitersiechenheim „Carlsche Stiftung“ |
| 09106665 Teilobjekt zu: 09105216 | Auguststraße 44 (Lage) | Hofgebäude | Eingeschossiger Fachwerkbau mit Satteldach. Datiert auf 1841/1842 (1840). Das Gebäude befindet sich rechts im Hof. | Hofgebäude |
| 09106666 Teilobjekt zu: 09105216 | Auguststraße 44 (Lage) | Hofgebäude | Eingeschossiger Fachwerkbau mit Satteldach. Datiert auf 1841/1842. Das Gebäude befindet sich links im Hof. | Hofgebäude |
| 09105747                         | Bahnhofsplatz 5 (Lage) | Empfangsgebäude, Post- und Güterbahnhof des Hauptbahnhofs | Der Geheime Kommerzienrat von Carl setzte sich für den Anschluss Luckenwaldes an die Bahnstrecke nach Berlin ein. 1841 wurde die Strecke eröffnet. Das heute Bahnhofsgebäude entstand mit der Hochlegung der Bahnstrecke um das Jahr 1915. Die Stadt sanierte das Bauwerk im Jahr 2008, um es anschließend als Stadtbibliothek zu nutzen. | weitere Bilder |
| 09106025 Teilobjekt zu: 09105747 | Bahnhofsplatz 5 (Lage) | Bahnhof | Das ursprünglich von der Post- und Güterabfertigung genutzte Gebäude schließt sich rechts an das Empfangsgebäude des Personenbahnhofs an und entstand wie dieses ebenfalls um 1915. | Bahnhof |
| 09105922                         | Bahnhofstraße 5 (Lage) | Villa (ehemalige königlich preußische Forstverwaltung) | | Villa (ehemalige königlich preußische Forstverwaltung)                                                                                       |
| 09106277                         | Bahnhofstraße 11 (Lage) | Papptellerfabrik („Papierwarenfabrik Henschel“), bestehend aus Fabrikgebäude, Wohnhaus, Fabrik- und Lagergebäude, Kesselhaus sowie Wohn- und Bürogebäude | 1867 gründete Hermann Henschel eine Buchbinderei und ein Bijouteriewarengeschäft in Luckenwalde. Henschel versuchte, eine hygienische Verpackung zu entwickeln, die das Verpacken von Lebensmittel in Zeitungspapier überflüssig machen sollte. 1867 stellte er den ersten Pappteller der Welt her. Henschel zeichnet sich auch für die Werbung auf Bierdeckeln verantwortlich. | weitere Bilder |
| 09106278 Teilobjekt zu: 09106277 | Bahnhofstraße 11 (Lage) | Fabrikgebäude | Der langgestreckte zweigeschossige Ziegelbau mit Satteldach entfaltet sich entlang der Poststraße. Datiert auf das Jahr 1908 (Umbauten folgten 1928 und 1954). | Fabrikgebäude |
| 09106279 Teilobjekt zu: 09106277 | Bahnhofstraße 11 (Lage) | Wohnhaus | Das Wohnhaus schließt westlich an das Fabrikgebäude an, flankierend den Eingang zum Fabrikgelände. Der dreigeschossige Bau verfügt über ein Satteldach/Flachdach. Datiert auf 1880/1886 (es folgten Änderungsbauten im Jahr 1930). | Wohnhaus |
| 09106280 Teilobjekt zu: 09106277 | Bahnhofstraße 11 (Lage) | Wohn- und Kontorhaus | Zweigeschossiger Bau mit Pultdach, dem Wohnhaus gegenüberstehend, den Eingang zum Fabrikgelände flankierend. Datiert auf 1880/1886 (ein Umbau erfolgte 1928). | Wohn- und Kontorhaus |
| 09106281 Teilobjekt zu: 09106277 | Bahnhofstraße 11 (Lage) | Fabrikgebäude & Lagerhaus | Ziegelbau mit Satteldach, auf der Südseite des Hofes der Fabrik stehend. Datiert auf 1899/1900. Diverse Umbauten folgten in den 1920er Jahren. | Fabrikgebäude & Lagerhaus |
| 09106282 Teilobjekt zu: 09106277 | Bahnhofstraße 11 (Lage) | Kesselhaus & Fabrikgebäude | Der zweigeschossige Ziegelbau mit Satteldach befindet sich östlich des Fabrik- und Lagergebäudes. Datiert auf ca. 1900. In den 1920er und 1930er Jahren erfolgten Umbauten. | Kesselhaus & Fabrikgebäude |
| 09106316                         | Baruther Straße 5 (Lage) | Wohnhaus | Zweigeschossiger Fachwerkbau mit Satteldach. Datiert auf 1751/1794 (Umbau 1890/1900). | Wohnhaus |
| 09105967                         | Baruther Straße 17 (Lage) | Wohn- und Geschäftshaus mit Nebengebäuden | | Wohn- und Geschäftshaus mit Nebengebäuden |
| 09107162 Teilobjekt zu: 09105967 | Baruther Straße 17 (Lage) | Seitenflügel | Der Seitenflügel befindet sich rechts im ersten Hof. | BW |
| 09107163 Teilobjekt zu: 09105967 | Baruther Straße 17 (Lage) | Seitenflügel | Der Seitenflügel befindet sich links im ersten Hof. | BW |
| 09107164 Teilobjekt zu: 09105967 | Baruther Straße 17 (Lage) | Quergebäude | Dreigeschossiger Ziegelbau mit Satteldach. Das Quergebäude befindet sich im ersten Hof. | Quergebäude |
| 09107165 Teilobjekt zu: 09105967 | Baruther Straße 17 (Lage) | Nebengebäude | Zweigeschossiger Ziegelbau mit Pultdach. Das Nebengebäude befindet sich an der Nordwestseite des zweiten Hofes. | Nebengebäude |
| 09107166 Teilobjekt zu: 09105967 | Baruther Straße 17 (Lage) | Schuppen | Eingeschossiger verbretterter Holzschuppen. Er scheint in dieser Form nicht mehr zu existieren. Es handelt sich jetzt um einen Ziegelbau. Es gibt eine Andeutung in Form eines vor dem Schuppengebäude neu angebrachten Lattenzauns, der auf den ehemaligen Holzschuppen hinweisen könnte. Der Schuppen befindet sich auf der Südostseite des zweiten Hofes. | Schuppen |
| 09105187                         | Baruther Straße 26 (Lage) | Wohnhaus | | Wohnhaus |
| 09106452                         | Baruther Straße 43 (Lage) | Wohnhaus | Zweigeschossiger Fachwerkbau mit Satteldach. Datiert auf 1701/1800 (ein Umbau erfolgte 1851/1900). | Wohnhaus |
| 09105188                         | Baruther Straße 44 (Lage) | Wohnhaus | | Wohnhaus |
| 09105755                         | Beelitzer Straße 3 (Lage) | Wohnhaus | | Wohnhaus |
| 09105854                         | Beelitzer Straße 35a (Lage) | Wohnhaus | | Wohnhaus |
| 09105796                         | Beelitzer Tor 10 (Lage) | Wohnhaus („Villa Mithoff“) | | Wohnhaus („Villa Mithoff“) |
| 09105795                         | Bergstraße 10 (Lage) | Kleinbahnhof | | Kleinbahnhof |
| 09105945                         | Berliner Straße 3 (Lage) | Eichamt | | Eichamt |
| 09105797                         | Berliner Straße 64/65 (Lage) | Gebäude des städtischen Schlachthofs, mit Wohn- und Verwaltungsgebäude, städtischer Badeanstalt, Wohn- und Verwaltungsgebäude und Wasserturm | | Gebäude des städtischen Schlachthofs, mit Wohn- und Verwaltungsgebäude, städtischer Badeanstalt, Wohn- und Verwaltungsgebäude und Wasserturm |
| 09107038 Teilobjekt zu: 09105797 | Berliner Straße 65 (Lage) | Wohnhaus & Verwaltungsgebäude & Badeanstalt | Dreigeschossiger Ziegelbau mit Walmdach. Datiert auf 1905-1906. | Wohnhaus & Verwaltungsgebäude & Badeanstalt                                                                                                  |
| 09107039 Teilobjekt zu: 09105797 | Berliner Straße 64 (Lage) | Wohnhaus & Verwaltungsgebäude | Zweigeschossiger Ziegelbau. Datiert auf 1905-1906. | Wohnhaus & Verwaltungsgebäude |
| 09107040 Teilobjekt zu: 09105797 | Berliner Straße 64/65 (Lage) | Wasserturm | Achteckiger Ziegelbau versehen mit einem Zeltdach. Datiert auf 1905-1906. | Wasserturm |
| 09105829                         | Brandenburger Straße 13 (Lage) | Wohnhaus mit Einfriedung | Das Gebäude gehörte als Direktorenvilla zum ehemaligen Gaswerk. Es stand bis zur Errichtung des Bahndamms im Jahre 1917 frei. Alle vier Seiten der Fassade sind als attraktive Sichtseiten ausgebildet. | Wohnhaus mit Einfriedung |
| 09105943                         | Brandenburger Straße 35 (Lage) | Mietwohnhaus | | Mietwohnhaus |
| 09106205                         | Breite Straße (Lage) | Fußgängerzonengestaltung („Boulevard“) zwischen Parkstraße und Theaterstraße | | Fußgängerzonengestaltung („Boulevard“) zwischen Parkstraße und Theaterstraße                                                                 |
| 0910 Teilobjekt zu: 09106205     | Breite Straße (Lage) | Skulptur | Der Entwurf für die Hutplastik (1976/1980) stammt von Christa Koslitz. | Skulptur |
| 09106208 Teilobjekt zu: 09106205 | Breite Straße (Lage) | Skulptur | Der Entwurf für die Strukturmauer stammt von Egon Wrobel. Datiert auf 1977/1989. | Skulptur |
| 09106209 Teilobjekt zu: 09106205 | Breite Straße (Lage) | Skulptur | Die Skulptur wurde nach einem Entwurf von Marie-Alice Bahra im Jahr 1980 gebaut. | Skulptur |
| 09106210 Teilobjekt zu: 09106205 | Breite Straße (Lage) | Sitzbank | Der Entwurf für die Sitzbänke stammt von Carola Bohlmann. Datiert auf 1977/1989. | Sitzbank |
| 09106211 Teilobjekt zu: 09106205 | Breite Straße (Lage) | Brunnen | Der Brunnen stammt von Anni Dietrich und Peter Dietrich. Datiert auf das Jahr 1988. | Brunnen |
| 0910 Teilobjekt zu: 09106205     | Breite Straße (Lage) | Skulptur | Bärenbrunnen von Elena von Mertens. Datiert auf 1988. | Skulptur |
| 09106213 Teilobjekt zu: 09106205 | Breite Straße (Lage) | Skulptur | Windspiel, aus Stahl gefertigt, nach einem Entwurf von Armgard Stenzel. Datiert auf das Jahr 1989. | Skulptur |
| 09105190                         | Breite Straße 19, 20 (Lage) | Mietwohn- und Geschäftshaus | | Mietwohn- und Geschäftshaus |
| 09105191                         | Breite Straße 23 (Lage) | Mietwohn- und Geschäftshaus | | Mietwohn- und Geschäftshaus |
| 09106290                         | Breite Straße 31 (Lage) | Mietwohn- und Geschäftshaus mit Seitenflügel | Dreigeschossiges Gebäude mit Pultdach. Datiert auf 1901. Es schließt auf der linken Hofseite ein ebenfalls dreigeschossiger Seitenflügel an. | Mietwohn- und Geschäftshaus mit Seitenflügel                                                                                                 |
| 09105764                         | Breite Straße 49 (Lage) | Ehemaliges Wohnhaus der Händlerfamilie Schreber | Spätestens 1794 vermutlich vollständig in Fachwerk errichtetes Ackerbürgerhaus. Ab 1882 Umbau zum Steinhaus. Spätestens ab 1904 im Eigentum der Familie Schreber. 1908/1912 erneute Überformung im heutigen Erscheinungsbild (Jugendstil) und Umbau zu reinem Wohnhaus. Nach 1945 Mietswohnhaus. Ab 1990 beginnender Leerstand und zunehmender Verfall. 2014 Instandsetzung durch Architektur + Restaurierung und Nutzung als Wohnhaus (Denkmalpreis Lkr. TF 2020). Mehr zur Baugeschichte: https://www.architektur-restaurierung.com/2021/09/07/2726/ . Film zum Denkmalpreis: https://www.youtube.com/watch?v=2BBlmlasTNc | Ehemaliges Wohnhaus der Händlerfamilie Schreber                                                                                              |
| 09106454                         | Breite Straße 50 (Lage) | Ackerbürgergehöft, bestehend aus Wohnhaus, drei Stallgebäuden, Scheune und Garage | Das Gehöft erstreckt sich von der Breite Straße bis zum südlich davon gelegenen Straßenzug Kleiner Haag. | BW |
| 09106455 Teilobjekt zu: 09106454 | Breite Straße 50 (Lage) | Wohnhaus | Zweigeschossiger Fachwerkbau mit Satteldach. Datiert auf 1740/1760 (Änderungsbauten 1890/1900). | Wohnhaus |
| 09106456 Teilobjekt zu: 09106454 | Breite Straße 50 (Lage) | Stall | Eineinhalbgeschossiger Ziegelbau mit Flachdach. Datiert auf 1903 (Umbauten 1950/1980). Der Stall befindet sich auf der südlichen Hofseite. | BW |
| 09106457 Teilobjekt zu: 09106454 | Breite Straße 50 (Lage) | Stall | Eineinhalbgeschossiger Ziegelbau mit Pultdach. Datiert auf 1903. Der Stall befindet sich auf der nördlichen Hofseite. | BW |
| 09106458 Teilobjekt zu: 09106454 | Breite Straße 50 (Lage) | Stall | Eineinhalbgeschossiger Ziegelbau mit Pultdach. Datiert auf 1899 (1910 fand eine Erweiterung statt). Der Stall befindet sich auf der nordöstlichen Seite des Hofes, vor der Scheune. | BW |
| 09106459 Teilobjekt zu: 09106454 | Breite Straße 50 (Lage) | Scheune | Ziegelbau mit Satteldach. Datiert auf 1849. Die Scheune steht parallel zum Wohnhaus und schließt den Hof nach Südosten ab. | Scheune |
| 09106460 Teilobjekt zu: 09106454 | Breite Straße 50 (Lage) | Garage | Eingeschossiger Bau mit Flachdach. Datiert auf 1801/1850 (es folgten div. Umbauten bis zum Jahr 1980). Die Garage schließt direkt an das Wohnhaus an. | BW |
| 09105002                         | Breite Straße 51 (Lage) | Wohnhaus mit Oberlaubenstall | Zweigeschossiger Fachwerkbau mit Lehmstaken-Ausfachung und Satteldach. Datiert auf 1701/1800. | Wohnhaus mit Oberlaubenstall |
| 09106497 Teilobjekt zu: 09105002 | Breite Straße 51 (Lage) | Denkmalverlust: Stall mit Oberlaube | Der zweigeschossige Bau datiert auf 1801/1850. | Denkmalverlust:Stall mit Oberlaube |
| 09105193                         | Bussestraße 26, 27 (Lage) | Kreiskonsumverwaltung | Die Bauhütte Luckenwalde errichtete in den Jahren 1929 bis 1931 das dreigeschossige Bauwerk nach Plänen von Paul Backes. Unter Denkmalschutz stehen das Vorderhaus und das dahinterliegende Lagergebäude. | Kreiskonsumverwaltung |
| 09106654 Teilobjekt zu: 09105193 | Bussestraße 26, 27 (Lage) | Lagerhalle | Dreigeschossiger Ziegelbau, auf dem Hof linke Seite, auf Höhe des Hauseingangs Nr. 27 liegend. | Lagerhalle |
| 09105194                         | Dahmer Straße 1 (Lage) | Hut- und Tuchfabrik Steinberg, mit Wohn-, Verwaltungs- und Produktionsgebäude (heute Kreissparkasse) | Erich Mendelsohn entwarf in den Jahren 1922 und 1923 einen Komplex mit Färberei, Kraftstation und Torhäusern. Die expressive Mauergestaltung weist ein trapezförmiges Oberdach auf. | weitere Bilder |
| 09106655 Teilobjekt zu: 09105194 | Dahmer Straße 1 (Lage) | Wohnhaus | Zweigeschossiges Gebäude mit Satteldach (zu sehen ist hier die Rückansicht). Datiert auf 1922. | Wohnhaus |
| 09106656 Teilobjekt zu: 09105194 | Dahmer Straße 1 (Lage) | Fabrikgebäude | Dreigeschossiges 18-achsiges Gebäude mit Mansarddach. Datiert auf 1925. | Fabrikgebäude |
| 09106657 Teilobjekt zu: 09105194 | Dahmer Straße 1 () | Denkmalverlust Fabrikgebäude | Dreigeschossiger 24-achsiger Bau mit Satteldach. Datiert auf 1922. | ein Bild hochladen |
| 09105195                         | Dahmer Straße 2 (Lage) | Villa | | Villa |
| 09105196                         | Dahmer Straße 51 (Lage) | Villa | | Villa |
| 09105197                         | Dessauer Straße 23 (Lage) | Mietwohnhaus | | Mietwohnhaus |
| 09105748                         | Elsthal 1 (Lage) | Villa mit Wirtschaftsgebäude | | weitere Bilder |
| 09106969 Teilobjekt zu: 09105748 | Elsthal 1 (Lage) | Fabrikantenvilla | Zweigeschossiger Ziegelbau mit Satteldach. Datiert auf 1851/1875 (ein Umbau erfolgte 1910). Zu sehen ist hier die Gartenansicht der Villa. | Fabrikantenvilla |
| 09106970 Teilobjekt zu: 09105748 | Elsthal 1 (Lage) | Wirtschaftsgebäude | Zweigeschossiger verputzter Lehmstampf-Bau mit Satteldach. Datiert auf 1801/1850. | Wirtschaftsgebäude |
| 09105399                         | Forststraße 17 (Lage) | Wandgestaltung in der Mensa der ehemaligen Pädagogischen Fachschule | | Wandgestaltung in der Mensa der ehemaligen Pädagogischen Fachschule                                                                          |
| 09105421 Wikidata                | Frankenstraße 10 (Lage) | Kirche St. Petri | Die neugotische Kirche mit einem weit heruntergezogenen Satteldach war erforderlich, nachdem die Einwohnerzahl Luckenwaldes Ende des 19. Jahrhunderts erheblich anstieg. Die Grundsteinlegung fand auf Initiative des Superintendenten Zander am 14. September 1890 statt; die Kirchweihe am 28. April 1892. | weitere Bilder |
| 09105970                         | Frohe Zukunft 15 (Lage) | Wohnhaus | | Wohnhaus |
| 09105577                         | Gartenstraße 9b (Lage) | Villa Reppmann: Einfriedung, Garage und Kontorgebäude | Eingeschossiger Klinkerbau mit Walmdach mit gut erhaltener Innenausstattung. Verwendete Materialien für die Einfriedung: Klinker und Holz. Datiert auf 1933-1934. | Villa Reppmann:Einfriedung, Garage und Kontorgebäude                                                                                         |
| 09106087 Teilobjekt zu: 09105577 | Gartenstraße 9b (Lage) | Kontorgebäude | Zweigeschossiger Klinkerbau mit Walmdach. Datiert auf 1925. Das Gebäude befindet sich schräg hinter dem Wohnhaus. | Kontorgebäude |
| 09106088 Teilobjekt zu: 09105577 | Gartenstraße 9b (Lage) | Garage | Klinkerbau aus dem Jahr 1933/1934. Die Garage liegt vor dem Kontorgebäude, zwischen Villa und Kontorgebäude. | Garage |
| 09105198                         | Goethestraße 7 (Lage) | Jugendheim des Allgemeinen Deutschen Gewerkschaftsbundes | Der dreigeschossige Putzbau wurde nach Formen des Neuen Bauens im Jahr 1928 nach Plänen von Paul Backes errichtet. Es war das erste Jugendheim des ADGB. Heute ist es das Kinder- und Jugendheim KLAB. | Jugendheim des Allgemeinen Deutschen Gewerkschaftsbundes                                                                                     |
| 09105400                         | Goethestraße 7 (Lage) | Gedenktafel für antifaschistische Widerstandskämpfer | Die Gedenktafel ist nicht öffentlich zugänglich. | BW |
| 09105427                         | Gottower Straße 39–56, Upstallweg 1–12 (Lage) | Wohnsiedlung (Mendelsohn-Siedlung) | | Wohnsiedlung (Mendelsohn-Siedlung) |
| 09105842                         | Gottower Straße 57, 58, 59 (Lage) | Wohnanlage des Luckenwalder Bauvereins, bestehend aus drei Mietwohnhäusern und zwei Nebengebäuden | Einzelhaus (Nr. 57): zweigeschossiger Bau mit Krüppelwalmdach. Datiert auf 1903/1904. | weitere Bilder |
| 09107211 Teilobjekt zu: 09105842 | Gottower Straße 57, 58, 59 (Lage) | Mietwohnhaus | Doppelhaus (Nr. 58/59): zweigeschossiger Bau mit Krüppelwalmdach. Datiert auf 1903/1904. | Mietwohnhaus |
| 09107209 Teilobjekt zu: 09105842 | Gottower Straße 57, 58, 59 (Lage) | Nebengebäude | Es handelt sich um zwei jeweils hinter den Wohnhäusern liegende eingeschossige Gebäude mit Pultdach. Sie hatten dreierlei, parallele Ursprungsfunktionen (hier abgebildet Nr. 58). Ebenfalls datiert auf 1903/1904. | Nebengebäude |
| 09106374                         | Gottower Straße 69 (Lage) | Wohnhaus | | Wohnhaus |
| 09106230                         | Grabenstraße 1 (Lage) | Wohnhaus Lehmann | | Wohnhaus Lehmann |
| 09106231                         | Grabenstraße 4 (Lage) | Wohnhaus Lehmann | | Wohnhaus Lehmann |
| 09106462                         | Grabenstraße 6-7 (Lage) | Wohnhaus mit Gewerbehof | Es handelt sich um einen eingeschossigen Bau mit Satteldach (Grabenstr. 7). Datiert auf 1896. | weitere Bilder |
| 09106464 Teilobjekt zu: 09106462 | Grabenstraße 6-7 (Lage) | Gewerbehof | Rückwärtiger Teil des Hofes inkl. des sich östlich anschließenden Teils des Areals. Datiert auf 1867. Im Laufe der kommenden acht Jahrzehnte erfolgten zahlreiche Änderungsbauten. | Gewerbehof |
| 09106463 Teilobjekt zu: 09106462 | Grabenstraße 6-7 () | Werkstattgebäude | Zweigeschossiger Ziegelbau, auf dem Gewerbehof rechts liegend. Datiert auf 1906. | Werkstattgebäude |
| 09106465 Teilobjekt zu: 09106462 | Grabenstraße 6-7 () | Werkstattgebäude | Zweigeschossiger Ziegelbau mit Satteldach auf quadratischem Grundriss, auf dem Gewerbehof links liegend (Umbau 1942). Datiert auf 1896. | ein Bild hochladen |
| 09106466 Teilobjekt zu: 09106462 | Grabenstraße 6-7 () | Werkstattgebäude | Ziegelbau aus dem Jahr 1867, im hinteren Teil des Gewebehofes liegend (Änderungsbauten 1896/1942). | ein Bild hochladen |
| 09106467 Teilobjekt zu: 09106462 | Grabenstraße 6-7 (Lage) | Werkstattgebäude & Kesselhaus | Zweigeschossiger Ziegelbau, hinter den Wohnhaus Nr. 7 liegend. Datiert auf 1867. In den kommenden 100 Jahren erfolgten drei Änderungsbauten. | BW |
| 09106468 Teilobjekt zu: 09106462 | Grabenstraße 6-7 () | Schuppen / Schmiede | Eingeschossiger Ziegelbau, hinter dem Wohnhaus liegend. Datiert auf 1919. | ein Bild hochladen |
| 09106469 Teilobjekt zu: 09106462 | Grabenstraße 6 (Lage) | Wohnhaus | Eingeschossiger Ziegelbau mit Satteldach. Datiert auf 1851/1900 (Umbau 1919/1925). Auffällig: Das Haus steht mit dem Giebel zur/an der Straße. | Wohnhaus |
| 09105765                         | Grabenstraße 19 (Lage) | Wohnhaus | | Wohnhaus |
| 09106220                         | Grabenstraße 34 (Lage) | Wohnhaus | | Wohnhaus |
| 09105766                         | Große Weinbergstraße 11a (Lage) | Mietwohnhaus | | Mietwohnhaus |
| 09105199                         | Große Weinbergstraße 42 (Lage) | Arbeitsamt (Wohn- und Verwaltungsgebäude) | Der zweigeschossige Bau mit Walmdach entstand im Jahr 1929 nach Plänen von Paul Backes. Im Erdgeschoss ist ein auffälliges Klinkerband zu sehen, das die Fenster gliedert. | Arbeitsamt (Wohn- und Verwaltungsgebäude) |
| 09105183                         | Grundweg 2–4, 6 (Lage) | siehe Auf dem Sande 1-52 | | siehe Auf dem Sande 1-52 |
| 09105404                         | Haag (Lage) | Denkmal für die Gefallenen der Schleswig-Holsteinischen Kriege 1848 und 1864 | Das Denkmal aus Sandstein erinnert an die gefallenen Soldaten der Kriege 1848 und 1864. Es wurde am 30. April 1905 vom Kriegerverein an die Stadt übergeben. | Denkmal für die Gefallenen der Schleswig-Holsteinischen Kriege 1848 und 1864                                                                 |
| 09105014                         | Haag (Lage) | Denkmal für die Gefallenen der Kriege 1866 und 1870/71 | Im Juni 2004 wurde die Restauration der beiden Denkmale mit dem Aufstellen der „Viktoria“ auf diesem Denkmal abgeschlossen. Die Nachbildung der originalen Statue wurde durch Stadtmittel und Spenden ermöglicht. | Denkmal für die Gefallenen der Kriege 1866 und 1870/71                                                                                       |
| 09105750                         | Haag 12 (Lage) | Buckskin-Fabrik | In der Fabrik wurde Buckskin gefertigt. Die ursprüngliche Tuchfabrik ist ein viergeschossiger Ziegelbau (gelbe und rote Ziegel) mit Flachdach. Datiert (lt. Bauakte) auf 1897. | weitere Bilder |
| 09105403                         | Haag 19, 20 (Lage) | Textilmanufaktur (Vierseithof) | In der ehemaligen Tuchfabrik befindet sich heute ein Hotel. Im Ursprung stammt das Haus aus den Jahren 1792 bis 1795. Der Stil ist der eines barocken Herrenhauses. | Textilmanufaktur (Vierseithof) |
| 09105754                         | Haag 27 (Lage) | Wohnhaus | Das Objekt ist ein Fachwerkbau aus dem 18. Jahrhundert und zählt zu den ältesten Häusern in Luckenwalde. Eine Besonderheit ist seine schwarze Küche mit Mantelschornstein aus Fachwerk. | Wohnhaus |
| 09105857                         | Heidestraße 15a (Lage) | Wohnhaus | | Wohnhaus |
| 09105767                         | Heidestraße 28 (Lage) | Mietwohnhaus | Viergeschossiger Ziegelbau. Datiert auf das Jahr 1911. | Mietwohnhaus |
| 09105405                         | Industriestraße 1 a–d (Lage) | Gebäude der Hutfabrik Friedrich Steinberg, Herrmann & Co. (Mendelsohnhalle), bzw. der Norddeutschen Maschinenbau AG: Toreinfahrt, Veranstaltungsgebäude, Produktionsgebäude, Kessel- und Maschinenhaus sowie Reste der Werkseinfahrt | Die ehemalige Hutfabrik wurde 1922 bis 1923 nach einem Entwurf von Erich Mendelsohn erbaut. Es entstanden vier Produktionshallen, ein Kessel- und ein Turbinenhaus sowie zwei Torbauten. Ab 1935 wurden in dem Gebäude Waffen produziert. Nach Ende des Zweiten Weltkrieges wurde der Maschinenbestand als Reparationszahlung in die Sowjetunion transportiert. Von 1957 bis 1989 produzierte die VEB Walzläger in dem Gebäude Maschinenteile. | weitere Bilder |
| 09106485                         | Industriestraße 1e (Lage) | Wohn- und Bürohaus Hiltmann | Der Kaufmann Georg Hiltmann ließ in den Jahren 1922-1923 ein zweigeschossiges Gebäude mit Mansardwalmdach errichten. 2019 begannen Sanierungsmaßnahmen, die noch nicht abgeschlossen sind (Stand 7. Juli 2024). | Wohn- und Bürohaus Hiltmann |
| 09105798                         | Jänickendorfer Straße 8 (Lage) | Villa Kessler | | Villa Kessler |
| 09105183                         | Jänickendorfer Straße 16, 17 (Lage) | siehe Am Anger 1–34 | | siehe Am Anger 1–34 |
| 09105426                         | Jänickendorfer Straße 81–89 (Lage) | siehe August-Bebel-Platz 1–14 | | siehe August-Bebel-Platz 1–14 |
| 09107181                         | Jüterboger Straße 42, Zum Freibad (Lage) | Saalbau der Gaststätte „Bürgerhof“ | | Saalbau der Gaststätte „Bürgerhof“ |
| 09105183                         | Jüterboger Tor 2–7 (Lage) | siehe Auf dem Sande 1–52 | | siehe Auf dem Sande 1–52 |
| 09105830                         | Jüterboger Tor 17 (Lage) | Wohnhaus mit Gartenpavillon | | Wohnhaus mit Gartenpavillon |
| 09106417                         | Jüterboger Tor 30 (Lage) | Friedhof vor dem Jüterboger Tor mit folgenden Bestandteilen – Südliche Einfriedungsmauer mit Erbbegräbnissen – Westliche Einfriedungsmauer mit Erbbegräbnissen (teilweise) – Ausgewählte Grabstätten an Nebenwegen – Ehemalige Leichenhalle | | weitere Bilder |
| 09105202                         | Jüterboger Tor 30 (Lage) | Friedhofskapelle des Friedhofs „Vor dem Jüterboger Tor“ | | Friedhofskapelle des Friedhofs „Vor dem Jüterboger Tor“                                                                                      |
| 09105201                         | Jüterboger Tor 30 (Lage) | Erbbegräbnis der Familien Busse und von Carl, auf dem Friedhof | | weitere Bilder |
| 09105406                         | Jüterboger Tor 30 (Lage) | Grab- und Gedenkstätte Ernst Kloß, auf dem Friedhof | Der Sportler Ernst Kloß wurde am 12. April 1933 von den Nazis ermordet. An der Friedhofsmauer links vom Eingang hängt eine Gedenktafel. Das Grab befindet sich auf dem Friedhof. | Grab- und Gedenkstätte Ernst Kloß, auf dem Friedhof                                                                                          |
| 09105426                         | Karl-Marx-Straße 1–15 (Lage) | siehe August-Bebel-Platz 1–14 | | siehe August-Bebel-Platz 1–14 |
| 09107192                         | Käthe-Kollwitz-Straße 17, Puschkinstraße (Lage) | Wohn- und Geschäftshaus | | Wohn- und Geschäftshaus |
| 09105763                         | Käthe-Kollwitz-Straße 31 (Lage) | Wohnhaus | Eingeschossiger Ziegelbau mit Satteldach. Datiert auf 1781-1783. Es folgten zwei Umbauten: 1876/1900 und 1911 (lt. Inschrift). | Wohnhaus |
| 09106395                         | Kirchhofsweg 1, 2 (Lage) | Kirchhof vor dem Baruther Tor mit folgenden Bestandteilen:Einfriedungsmauern und Wegesystem mit Baumbestand, Grabstätten mit Gittern an der Hauptallee und den beiden parallel zu ihr verlaufenden Nebenwegen Grabstätten mit Gittern an der nördlichen, westlichen und südlichen Friedhofsmauer, Wärterhaus mit ehemaliger Leichenhalle (jetzt Friedhofsverwaltung), Friedhofskapelle, Leichenhalle | Der älteste Luckenwalde Friedhof wurde im November 1822 neu geweiht, nachdem der Friedhof um die Johanniskirche aufgehoben worden war. Die Friedhofskapelle wurde 1897 eingeweiht. Heute ist es ein evangelischer Friedhof und der einzige konfessionelle Friedhof in Luckenwalde. | weitere Bilder |
| 09105398                         | Kirchhofsweg 1, 2 (Lage) | Gedenkstätte für Kriegsgefangene und Zwangsarbeiter, auf dem Friedhof „Vor dem Baruther Tor“ | Friedhof des ehem. Kriegsgefangenenlagers und Gedenkstätte. Der Friedhof belegt eine Fläche von ca. 7500 Quadratmetern. Er gliedert sich in vier Teilbereiche, die nach den Herkunftsländern der Toten unterschieden werden: Ein italienischer Teil bestand bis 1992 aus 215 Grabstätten. Die Toten wurden in dem genannten Jahr exhumiert und nach Italien überführt. Die ehemaligen Gräberfelder wurden mit Rasen bedeckt. Ein französischer Teil bestand bis in die späten 1940er Jahre, dann sorgte eine französische Militärkommission für die Umbettung der Toten, hier ebenfalls beigesetzt gewesene Briten wurden auch in ihr Heimatland überführt. Nur noch einige Steine sind erhalten. Im dritten Teil sind Kriegsopfer aus dem ehem. Jugoslawien beerdigt worden und auf Kunststeintafeln sind ihre Namen eingraviert. Hier fanden auch polnische, tschechische und muslimische Tote, die im Zusammenhang mit dem Weltkrieg ihr Leben ließen, ihre lezte Ruhestätte. – Den weitaus größten Teil bildete der sowjetische Friedhof. Hier wurden die Verstorbenen um 1945 in 71 Massengräbern beigesetzt. In späteren Jahren wurde die Friedhofsstruktur verändert und die nun 38 Gräberfelder mit Kantensteineinfassungen versehen. Die meisten der gestorbenen Ausländer waren Opfer des hier 1939 bis 1945 betriebenen Kriegsgefangenenlagers, obwohl dies unter Kontrolle des IRK stand und die Vereinbarungen der Genfer Konvention sowie die Haager Landkriegsordnung weitestgehend eingehalten wurden. Zur Geschichte des Kriegsgefangenenlagers befinden sich im Heimatmuseum Luckenwalde ein Gedenkraum und ein Archiv. Die Teilbereiche des Stalag-Friedhofs sind erhalten und teilweise restauriert worden. Aber Anfang des 21. Jahrhunderts erfolgte eine Umgestaltung der Anlage, die sie nun als Gedenkort ausweist und als Mahnmal für den Frieden dient. | Gedenkstätte für Kriegsgefangene und Zwangsarbeiter, auf dem Friedhof „Vor dem Baruther Tor“                                                 |
| 09105799                         | Kurze Straße 1 (Lage) | Wohnhaus | | Wohnhaus |
| 09105203                         | Lindenallee 3–5 (Lage) | Katholische Pfarrkirche St. Joseph | Die katholische Kirche St. Joseph wurde in den Jahren 1913 bis 1914 im neugotischen Stil erbaut. Im Süden der Kirche befindet sich ein Doppelturm. Neben der Kirche befindet sich das Pfarrhaus aus dem Jahr 1908 und 1909. | weitere Bilder |
| 09105408                         | Lindenallee 13–15 (Lage) | AWG-Wohnblock | | AWG-Wohnblock |
| 09105204                         | Lindenallee 16 (Lage) | Amtsgericht | Das Amtsgericht wurde 1913 erbaut. Der Putzbau kombiniert Formen des Barocks sowie des Bauens um 1800 auf. | Amtsgericht |
| 09105410                         | Lindenstraße 3 (Lage) | Heinrich-Stift mit straßenseitiger Einfriedung und gärtnerisch gestalteter Freifläche | Das neugotische Bauwerk entstand 1899 als Stiftung der Tuchmacher Ferdinand und Wilhelm Heinrich. Es diente als Hospital für invalide Arbeiter, die mindestens zehn Jahre in deren Fabriken gearbeitet hatten. Außerdem wurden auch deren Witwen aufgenommen. Im Jahr 2001 war in dem Gebäude ein Pflegeheim untergebracht. Zwischen 2012 und 2020 Umbau zum Mehrgenerationenhaus durch einen privaten Investor. Denkmalpreis des Lkr. TF 2020. Mehr Informationen: https://www.architektur-restaurierung.com/2021/08/29/news-denkmalpreis-2020/ | Heinrich-Stift mit straßenseitiger Einfriedung und gärtnerisch gestalteter Freifläche                                                        |
| 09105414 Wikidata                | Markt (Lage) | Stadtkirche St. Johannis | Der Sakralbau stammt aus der zweiten Hälfte des 15. Jahrhunderts und basiert auf dem Fundament eines Vorgängerbaus. Die zweischiffige Halle mit fünf Jochen wurde in den Jahren 1901 bis 1902 erheblich umgebaut. 2008 erfolgte eine Sanierung. | weitere Bilder |
| 09105415                         | Markt (Lage) | Marktturm | Der romanisch/frühgotische Turm ist das älteste erhaltene Bauwerk der Stadt und auch ihr Wahrzeichen. Er wurde gegen Ende des 12. bis Anfang des 13. Jahrhunderts errichtet, seine ursprüngliche Funktion ist nicht genau überliefert. Sein bau jedoch steht in keinem Zusammenhang zur Johanniskirche. Seit 1484 dient er als Glockenturm der Johanniskirche. Der Turm wurde am 10. Februar 1625 schwer beschädigt, auch die beiden Glocken stürzten ab. Erst im Jahre 1766 wurde er wieder hergestellt und erhielt seine heutige Höhe vom 38 m. 1730 baute die Kirchengemeinde den Turm um und er erhielt eine barocke Turmhaube. Im Jahr 1995 sanierte die Stadt das Wahrzeichen. | weitere Bilder |
| 09105837                         | Markt (Lage) | Schlauchturm des Feuerwehrhauses | Der fünfgeschossige Schlauchturm wurde mit dem Feuerwehrhaus um 1900 errichtet, sein Dach trägt eine Biberschwanzdoppeldeckung. | Schlauchturm des Feuerwehrhauses |
| 09105923                         | Markt 4 (Lage) | Pelikan-Apotheke | Der Apotheker Rudolf Lehmann erbaute 1894 die Apotheke anstelle eines Vorgängerbaus. | Pelikan-Apotheke |
| 09105411                         | Markt 10, Breite Straße 1-3 (Lage) | Rathaus | Der dreigeschossige, klassizistische Putzbau entstand in den Jahren 1843 und 1844. Die Einweihung fand am 15. Oktober 1844 statt. Der Bau ersetzt einen Vorgängerbau, der bei einem Brand 1674 zerstört wurde. | Rathaus |
| 09105412                         | Markt 11 (Lage) | Alte Yorckschule (heute Heimatmuseum) | | Alte Yorckschule (heute Heimatmuseum) |
| 09105413                         | Markt 12a (Lage) | Fachwerkhaus | Das Fachwerkgebäude wurde 1778 als Schulhaus errichtet. | Fachwerkhaus |
| 09105743                         | Markt 16 (Lage) | Kino „Alhambra“ | | Kino „Alhambra“ |
| 09105205                         | Markt 17, 18 (Lage) | Wohn- und Geschäftshaus (Alte Post) | | Wohn- und Geschäftshaus (Alte Post) |
| 09106384                         | Markt 20 (Lage) | Wohnhaus | Wohnhaus mit zwei Wirtschaftsgebäuden und Scheune | weitere Bilder |
| 09105207                         | Markt 21 (Lage) | Wohnhaus | Das Objekt ist ein Fachwerkhaus mit vorgesetzter Schmuckfassade. Es bestanden insbesondere im Giebelbereich erhebliche Bauschäden, das Haus soll für etwa 400.000 € saniert werden. In dem Haus befand sich einst eine Drogerie und von circa 1828 bis 2014 auch eine Bäckerei. | Wohnhaus |
| 09105208                         | Markt 25, 27 (Lage) | Ehemaliges Wohnhaus der Familie C.W.Fähndrich (heute Außenstelle Amtsgericht) | Die insgesamt 1400 m² große Villa Fähndrich ließ 1875 der bedeutende Textilfabrikant Wilhelm Fähndrich erbauen. Bis 1945 diente es als Wohnhaus für vermutlich zwei Familien, danach als russische Kommandantur und Polizeiwache. Das Haus wurde 2009 bis 2011 für ca. 1,4 Millionen € restauriert (u.a. über 200 m² malerische Raumgestaltung). Heute ist das Gebäude eine Außenstelle des Amtsgerichts. Weitere Eindrücke von der Restaurierung: https://www.architektur-restaurierung.com/2020/08/31/2490/ | Ehemaliges Wohnhaus der Familie C.W.Fähndrich (heute Außenstelle Amtsgericht)                                                                |
| 09105973                         | Mühlenweg 6 (Lage) | Villa | Zweigeschossiger Ziegel- und Klinkerbau mit Walmdach. Besonders sehenswert ist die zu beiden Seiten des Haupteingangs kunstvoll ins Mauerwerk eingelassene Inschrift, die das Baujahr 1935 bezeugt. | weitere Bilder |
| 09105209                         | Neue Beelitzer Straße 1 (Lage) | Mietwohn- und Geschäftshaus | | Mietwohn- und Geschäftshaus |
| 09105416                         | Parkstraße (Lage) | Stadtpark | Der Park wurde im Jahr 1904 vom Gartenmeister Gierlich angelegt und 1936 von Hellmuth Späth aus Berlin erweitert. | Stadtpark |
| 09105418                         | Parkstraße (Lage) | Zentraler Ehrenhain am Stadtpark (Gedenkstätte der antifaschistischen Widerstandskämpfer) | Dieses Denkmal erinnert an die Opfer des Kriegsgefangenenlagers Stalag III A. Auf Beschluss der Stadt 1975 und nach dem Entwurf von Kurt-Hermann Kühn wurde das Denkmal am 3. November 1978 eingeweiht. Der Sockel trägt die Inschriften „Im Stalag fielen dem faschistischen Terror zum Opfer Bürger der Sowjetunion, aus Polen, Jugoslawien, Italien und Frankreich. Menschen, die wir nie vergessen.“ und „Ewiger Ruhm den im Kampf für die Freiheit und Unabhängigkeit unserer Heimat gefallenen sowjetischen Helden.“ sowie „Wer den Mut hat, zu seinem Schicksal zu stehen, der wird mit seinen Leiden zugleich triumphieren.“ Im Jahre 2010 wurde das Denkmal saniert. | Zentraler Ehrenhain am Stadtpark (Gedenkstätte der antifaschistischen Widerstandskämpfer)                                                    |
| 09105939                         | Parkstraße 5 (Lage) | Mietwohnhaus | | Mietwohnhaus |
| 09106336                         | Parkstraße 6-9 (Lage) | Gruppe von Mietwohnhäusern | | Gruppe von Mietwohnhäusern |
| 09105210                         | Parkstraße 15 (Lage) | Mietwohnhaus | | Mietwohnhaus |
| 09105211                         | Parkstraße 59 (Lage) | Friedrichsschule (Gymnasium) | Der zweiflügelige Putzbau mit einem asymmetrischen Neurenaissancegiebel und einem markanten Hauptportal wurde am 22. Januar 1910 eingeweiht und dient im 21. Jahrhundert noch als Gymnasium. Ein bekannter Schüler war Rudi Dutschke. | Friedrichsschule (Gymnasium) |
| 09106341                         | Parkstraße 60, 61, 62 (Lage) | Gruppe von Mietwohnhäusern | | Gruppe von Mietwohnhäusern |
| 09106370                         | Parkstraße 64, 65, 66 (Lage) | Gruppe von Mietwohnhäusern | | Gruppe von Mietwohnhäusern |
| 09105212                         | Parkstraße 71 (Lage) | Mietwohnhaus | | Mietwohnhaus |
| 09106368                         | Poststraße 5 (Lage) | Wohnhaus | | Wohnhaus |
| 09105855                         | Poststraße 12 (Lage) | Wohnhaus | | Wohnhaus |
| 09105422                         | Poststraße 19 (Lage) | Postgebäude mit Einfriedung und Hofpflasterung | Das Postgebäude im Stil der Neorenaissance entstand in den Jahren 1890 und 1891. Der Postbetrieb wurde im Jahr 1997 eingestellt. | Postgebäude mit Einfriedung und Hofpflasterung                                                                                               |
| 09105213                         | Poststraße 21 (Lage) | Druckerei (Hofgebäude) | | Druckerei (Hofgebäude) |
| 09105749                         | Poststraße 24, 25, 26 (Lage) | Hutfabrik Carl Goldschmidt, bestehend aus Fabrikgebäude und zwei Wohnhäusern | Das Fabrikgebäude entstand 1922 nach Plänen von Karl Stodieck. | Hutfabrik Carl Goldschmidt, bestehend aus Fabrikgebäude und zwei Wohnhäusern                                                                 |
| 09106481                         | Poststraße 30, Puschkinstraße 17b (Lage) | Hutfabrik Goldschmidt mit Wohnhaus | Fabrikgebäude (Puschkinstr. 17 b): Drei- und viergeschossige Ziegel- und Klinkerbauten mit einem zu beiden Seiten der Straßen offenen Hof. Datiert auf 1885/1915 (Fabriktor-Inschrift). Wohnhaus (Postr. 30): Zweigeschossiger Ziegelbau mit Walmdach. Datiert auf 1937. | weitere Bilder |
| 09105960                         | Poststraße 30a, 31 (Lage) | Wohnhaus Goldschmidt mit Pförtnerhaus | | Wohnhaus Goldschmidt mit Pförtnerhaus |
| 09105946                         | Puschkinstraße 18 (Lage) | Wohn- und Geschäftshaus Cohn | | Wohn- und Geschäftshaus Cohn |
| 09105979                         | Puschkinstraße 19 (Lage) | Wohnhaus | | Wohnhaus |
| 09106219                         | Puschkinstraße 21 (Lage) | Wohnhaus | | Wohnhaus |
| 09105948                         | Puschkinstraße 22 (Lage) | Wohnhaus Heldenberg mit Toranlage | | Wohnhaus Heldenberg mit Toranlage |
| 09105214                         | Puschkinstraße 28 (Lage) | Wohnhaus | Die Villa wurde um 1900 gebaut, das Gebäude daneben kam erst später hinzu. Sie gilt als ein Beispiel für das gehobene Wohnen in der Zeit um 1880, einer sich zunehmend entwickelnden wirtschaftlichen Blütezeit Luckenwaldes während der Kaiserzeit. Um 1910 wurde der Bau um schmiedeeiserne Gartentor und die Einfriedung erweitert. Zu Beginn der 1930er Jahre übernahm die Firma Steinberg, Herrmann & Co. als Eigentümerin die Villa samt Anbauten. Neben dieser volkskundlichen Bedeutung hat der bis heute ohne wesentliche Veränderungen erhalten gebliebene Ziegelbau auch eine wichtige baugeschichtliche Bedeutung. Seine hervorzuhebenden Merkmale neben der Stuckgliederung mit Stuckumrahmungen an Haustür und Fenstern sowie der axialen Symmetrie im Fassadenaufbau werden in folgendem Zitat trefflich so beschrieben: „Das Hauptgeschoss erhebt sich über einem verputzten Sockel mit einem übergiebelten Mittelrisalit. Der ebenfalls übergiebelte in der Tiefe liegende Eingang befindet sich auf der linken Schmalseite des Hauses.“ | Wohnhaus |
| 09105963                         | Puschkinstraße 36 (Lage) | Wohn- und Kirchengebäude der evangelisch freikirchlichen Gemeinde | | Wohn- und Kirchengebäude der evangelisch freikirchlichen Gemeinde                                                                            |
| 09105215                         | Puschkinstraße 38 (Lage) | Synagoge (heute Neuapostolische Kirche) | Die Synagoge wurde am 4. Oktober 1897 an der damaligen Carlstraße eingeweiht. Die Fassade ist von der märkischen Backsteingotik beeinflusst und verfügt über eine übergiebelte Eingangsachse. In der Nacht vom 10. auf den 11. November 1938 wurden das Bauwerk und die Inneneinrichtung im Zuge der Novemberpogrome 1938 verwüstet. Der Befehl der SS, die Synagoge niederzubrennen, wurde nicht ausgeführt, weil Wohnhäuser an das Gebäude angrenzen. Der zweigeschossige Sichtziegelbau nach Plänen von Gerstenberg wird im 21. Jahrhundert von der Neuapostolischen Kirche genutzt. Im rückwärtigen Hof befindet sich ein Saal. | Synagoge (heute Neuapostolische Kirche) |
| 09105839                         | Puschkinstraße 57 (Lage) | Wohnhaus | | Wohnhaus |
| 09105183                         | Rothe Straße 1-4, 6, 8 (Lage) | siehe auf dem Sande 1-52 | | siehe auf dem Sande 1-52 |
| 09105220                         | Rudolf-Breitscheid-Straße 4 (Lage) | Wohnhaus | | Wohnhaus |
| 09105221                         | Rudolf-Breitscheid-Straße 6 (Lage) | Wohnhaus | | Wohnhaus |
| 09105222                         | Rudolf-Breitscheid-Straße 11 (Lage) | Wohnhaus | | Wohnhaus |
| 09105760                         | Rudolf-Breitscheid-Straße 33 (Lage) | Wohnhaus mit Gaststätte | | Wohnhaus mit Gaststätte |
| 09105722                         | Rudolf-Breitscheid-Straße 70 (Lage) | Villa | | Villa |
| 09105423                         | Rudolf-Breitscheid-Straße 72a (Lage) | Stadtbad | Das Hallenbad ist ein kubischer Eisenbetonbau und wurde am 22. Dezember 1928 eröffnet. Der Architekt war Hans Hertlein; die Betreiber waren die Stadt sowie ein privater Investor. Das 22,5 Meter lange Schwimmbecken ist wie auch die Ankleidekabinen in seiner ursprünglichen Form im 21. Jahrhundert noch erhalten geblieben. | Stadtbad |
| 09105223                         | Rudolf-Breitscheid-Straße 73 (Lage) | Elektrizitätswerk, Fabrik und Verwaltungsgebäude | 1913 erhielt Luckenwalde den Anschluss an ein eigenes Elektrizitätswerk. Der Luckenwalder Magistrat äußerte 1898 seine Pläne, ein solches Elektrizitätswerk zu errichten, jedoch erst 15 Jahre später konnte es eingeweiht werden. Weitreichende Bedenken und anhaltende Auseinandersetzungen verzögerten den Bau. Bemerkenswert sind neben der Dachgestaltung der im Putz verbaute Glimmer, die goldfarbene Kassettendecke und die symbolische Gestaltung über dem Eingang. | Elektrizitätswerk, Fabrik und Verwaltungsgebäude                                                                                             |
| 09107230                         | Rudolf-Breitscheid-Straße 76a (Lage) | Villa Kyburg | Zweigeschossiger Ziegelbau auf quadratischem Grundriss, versehen mit einem Halbwalmdach. Die Villa wurde (lt. Bauakte) von 1923 bis 1924 erbaut. | Villa Kyburg |
| 09105810                         | Rudolf-Breitscheid-Straße 78 (Lage) | Pianofabrik Niendorf, bestehend aus Fabrikgebäude, Pförtnerhaus, Fabrikantenvilla und Wohnhaus (sog. Schweizerhaus) | Adolf Rave entwarf das Gebäude, das in den Jahren 1921 bis 1922 realisiert wurde. Der Entwurf stieß bei der Luckenwalder Baubehörde auf große Kritik. Es genehmigte schließlich den Bau mit der Aussage: „daß alles gethan war, um den Bau als möglichst minderwertig in Erscheinung treten zu lassen.“ | Pianofabrik Niendorf, bestehend aus Fabrikgebäude, Pförtnerhaus, Fabrikantenvilla und Wohnhaus (sog. Schweizerhaus)                          |
| 09105800                         | Rudolf-Breitscheid-Straße 79 (Lage) | Fabrikhalle der Firma Koebe | Die Halle entstand in den Jahren 1923 bis 1925 nach Plänen von Hans Tiedt. | Fabrikhalle der Firma Koebe |
| 09105183                         | Rudolf-Breitscheid-Straße 80–110 (Lage) | siehe Auf dem Sande 1–52 | | siehe Auf dem Sande 1–52 |
| 09106317                         | Rudolf-Breitscheid-Straße 134/135 (Lage) | Wohnhaus | | Wohnhaus |
| 09105822                         | Rudolf-Breitscheid-Straße 148a (Lage) | Volksschule | | Volksschule |
| 09105224                         | Rudolf-Breitscheid-Straße 157 (Lage) | Wohn- und Geschäftshaus | | Wohn- und Geschäftshaus |
| 09105985                         | Rudolf-Breitscheid-Straße 158 (Lage) | Wohnhaus | | Wohnhaus |
| 09105424                         | Ruhlsdorfer Chaussee (Lage) | Gedenkstein für die Befreiungskriege 1813 | | Gedenkstein für die Befreiungskriege 1813 |
| 09105183                         | Schieferling 1–10 (Lage) | siehe Auf dem Sande 1–52 | | siehe Auf dem Sande 1–52 |
| 09106276                         | Schützenstraße 9 (Lage) | Villa | | Villa |
| 09106077                         | Schützenstraße 45 (Lage) | Wohnhaus mit Hofgebäude, Einfriedung und Hofpflasterung | Für die Restaurierung der Villa wurden die Bauherren 2014 mit dem Denkmalpreis des Landkreises Teltow-Fläming geehrt. Mehr Informationen: https://www.architektur-restaurierung.com/2016/08/31/2477/ | Wohnhaus mit Hofgebäude, Einfriedung und Hofpflasterung                                                                                      |
| 09105934                         | Schützenstraße 50 (Lage) | Mietwohnhaus | | Mietwohnhaus |
| 09106448                         | Schützenstraße 58 (Lage) | Villa mit Nebengebäude und Keller | | Villa mit Nebengebäude und Keller |
| 09105757                         | Schützenstraße 61 (Lage) | Wohnhaus | | Wohnhaus |
| 09105012                         | Straße des Friedens 49, am Waldfriedhof (Lage) | Waldfriedhof mit Pförtnerei und Gärtnerei (Toranlage) sowie Friedhofskapelle | Der Waldfriedhof wurde in den Jahren 1921 bis 1922 unter der Leitung des Architekten Richard Neutra angelegt. Es war der erste Friedhof der Stadt, der allen Konfessionen offen stand. Der Grundriss erinnert an einen Skarabäus und soll damit an den altägyptischen Totenkult erinnern. Eine von Bischof entworfene und 1922 realisierte Rednerkanzel wurde 1937 durch eine Kapelle ersetzt, die Hans Graf entwarf. | Waldfriedhof mit Pförtnerei und Gärtnerei (Toranlage) sowie Friedhofskapelle                                                                 |
| 09105836                         | Straße des Friedens 41 (Lage) | Lokomobile aus Kummersdorf-Alexanderdorf | | BW |
| 09105420                         | Theaterstraße 15a (Lage) | Stadttheater und Friedrich-Ebert-Grundschule | Die Gebäudegruppe wurde in den Jahren 1927 bis 1930 unter der Leitung von Rudolf Brennecke, Paul Backes und Hans Graf. Das Bauwerk ist ein Beispiel für das Neue Bauen. | weitere Bilder |
| 09106192                         | Theaterstraße 15a (Lage) | Salzgitter-Bunker in Luckenwalde | Der Salzgitter-Bunker auf dem Schulhof der heutigen Friedrich-Ebert-Schule wurde im Zweiten Weltkrieg (1944) von der Organisation Todt gebaut und diente zum Lagern von Akten. | Salzgitter-Bunker in Luckenwalde |
| 09105968                         | Theaterstraße 16 (Lage) | Wohnhaus | Die ältesten vorliegenden Pläne und Aufträge des Zimmerermeisters Hermann Burg gehen bis in das Jahr 1903 zurück, das Gebäude ist also etwa 100 Jahre alt. In den 1930er Jahren gab es einen Umbau, zu Zeiten der DDR war hier die Praktische Abteilung für Lungen- und Tuberkulosekrankheiten untergebracht. Seit der Wende stand es leer und wurde in den vergangenen Jahren umfassend saniert. Die Stadt förderte im Rahmen des Bund-Land-Stadt-Programms „Aktive Stadtzentren“ mit einem 6-stelligen Betrag. Denkmalrelevante Besonderheiten sind etwa der alte Dielenfußboden, ein Buntglasfenster im Original, Ornamente an der Außenfassade, Innentüren und die holzvertäfelten Decken. | Wohnhaus |
| 09105218                         | Theaterstraße 16a (Lage) | Wohnhaus Dr. Küster | Der Klinkerbau entstand in den Jahren 1925 und 1926 nach Plänen des Luckenwalder Stadtbaurates Bischof. | Wohnhaus Dr. Küster |
| 09105217                         | Theaterstraße 16d (Lage) | Wohn- und Geschäftshaus (Katasteramt) | Der dreigeschossige Bau mit expressionistischen Details entstand in den Jahren 1928 und 1929 nach Plänen von Paul Backes. Die horizontal gegliederte Fassade mit einem expressiven Formenschmuck weist Klinkerbänder in den Fensterzonen auf. Ladenlokale im Erdgeschoss sollten die Finanzierung des Gebäudes absichern. Weitere Besonderheiten sind die Fenstertür im Obergeschoss, der expressionistisch gestaltete Balkon und das obere Dreiecksfenster. Es diente bereits als Sitz der SED-Kreisleitung, Amt für Immissionsschutz und als Verwaltungsgebäude. 2007 wurde eine umfassende Sanierung von Vertikalabdichtung, Fenstern, Außentüren, Toren, Dach, Außenputz, Balkone, Verfugung, Einfriedung und Torpfeiler sowie teilweise Auswechselung der Klinker in den Bereichen Fassade abgeschlossen. | Wohn- und Geschäftshaus (Katasteramt) |
| 09105426                         | Theaterstraße 28–30 (Lage) | siehe August-Bebel-Platz 1–14 | | siehe August-Bebel-Platz 1–14 |
| 09105959                         | Trebbiner Straße 3 (Lage) | Wohnhaus Emisch | Eigentümer und Namensgeber des Emisch-Hauses war der Sohn des Tuchfabrikanten Gustav Emisch, Kaufmann Paul Emisch. Es handelt sich um einen zweigeschossigen Bau mit Walmdach. Datiert auf 1907/1909 (ein Umbau erfolgte 1916). | Wohnhaus Emisch |
| 09105219                         | Trebbiner Straße 15 (Lage) | Likörfabrik Falkenthal, mit Hauptgebäude, Vorderteil des linken Seitenflügels und Straßenfassade des rechten Hofgebäudes | | Likörfabrik Falkenthal, mit Hauptgebäude, Vorderteil des linken Seitenflügels und Straßenfassade des rechten Hofgebäudes                     |
| 09105933                         | Trebbiner Straße 24 (Lage) | Wohnhaus | | Wohnhaus |
| 09105955                         | Triftstraße 2 (Lage) | Wohnhaus Bartzik | | Wohnhaus Bartzik |
| 09105427                         | Upstallweg 1–12 (Lage) | siehe Gottower Straße 39–56 | | siehe Gottower Straße 39–56 |
| 09105769                         | Wiesenstraße 2 (Lage) | Mietwohnhaus | | Mietwohnhaus |
| 09105770                         | Wiesenstraße 3 (Lage) | Mietwohnhaus | | Mietwohnhaus |
| 09105964                         | Wiesenstraße 8 (Lage) | Mietwohnhaus | | Mietwohnhaus |
| 09105426                         | Wilhelm-Liebknecht-Straße 2–12 (Lage) | siehe August-Bebel-Platz 1–14 | | siehe August-Bebel-Platz 1–14 |
| 09105425 Wikidata                | Zinnaer Straße (Lage) | Kirche St. Jakobi | Die evangelische Kirche St. Jacobi wurde als neugotischer Bau in Jahren 1892 bis 1894 erbaut. Die Hallenkirche mit einem quadratischen Westturm und vortretenden Querschiffsarmen sowie einem eingezogenen Rechteckchor bietet Platz für bis zu 1200 Personen. Sie wurde am 12. Dezember 1894 in Anwesenheit der Prinzessin Leopold von Preußen geweiht. Die Uhr stammt von der Berliner „Großuhrenfabrik C. F. Rochlitz“ und war 1894 auf der Weltausstellung in Chicago zu sehen. Seit 2006 kümmert sich ein Förderverein um den Erhalt des Sakralbaus. Im Innern befindet sich unter anderem eine Dinse-Orgel. | weitere Bilder |
| 09106265                         | Zinnaer Straße 6 (Lage) | Wohnhaus und Hofgebäude | Das Wohnhaus ist ein eingeschossiger Fachwerkbau mit Satteldach. Datiert auf 1750/1770 (Änderungsbauten 1801/1870). | Wohnhaus und Hofgebäude |
| Teilobjekt zu: 09106265          | Zinnaer Straße 6 (Lage) | Hofgebäude | Das Hofgebäude (im rechten Winkel zum Wohnhaus auf der rechten Hofseite liegend) ist ebenfalls ein eingeschossiger Fachwerkbau mit Satteldach. Datiert auf 1780/1820 (Änderungsbauten fanden gemeinsam mit dem Wohnhaus statt). | BW |
| 09107173                         | Zinnaer Straße 28a-32 (Lage) | Metallwerk Bartosik | | Metallwerk Bartosik |
| 09105226                         | Zinnaer Straße 35 (Lage) | Wohnhaus | Das auch als „Ackerbürgerhaus“ bekannte Objekt gilt als das älteste Haus in Luckenwalde. Es wurde zwischen 2011 und 2013 für etwa 470000 € äußerlich saniert. | Wohnhaus |
| 09105227                         | Zinnaer Straße 44 (Lage) | Wohnhaus | | Wohnhaus |
| 09105228                         | Zinnaer Straße 52, 52a (Lage) | Wohnhaus | | Wohnhaus |
| 09105734                         | Zinnaer Straße 52b (Lage) | Pfarrhaus der Kirche St. Jakobi | | Pfarrhaus der Kirche St. Jakobi |

## Ehemalige Baudenkmale
| ID-Nr. | Lage                       | Bezeichnung                                   | Beschreibung | Bild                                          |
| ------ | -------------------------- | --------------------------------------------- | --- | --------------------------------------------- |
|        | Beelitzer Straße 18 (Lage) | Wohnhaus                                      | | BW                                            |
|        | Markt 10 (Lage)            | Gedenktafel, am Rathaus                       | | BW                                            |
|        | Markt 33 (Lage)            | Vereinshaus der Konsumgenossenschaft mit Saal | Das Haus ist auch bekannt als die „Goldene 33“, es verfügt im Obergeschoss über einen 145 m² großen Saal. Der Konsumverein „Vorwärts“ kaufte 1870 das Gebäude, später befand sich hier die Konsumgenossenschaft der Luckenwalder Arbeiter- und Gewerkschaftsbewegung. Das Haus wurde bis ins Frühjahr 2015 entsprechend den Regeln des Landesamtes für Denkmalpflege renoviert, dann aber von der Denkmalliste gestrichen. Grund war, dass die Decke des Saales, die mit ihrem Putz und der Farbgebung den Denkmalwert im Inneren des Hauses ausmachte, nicht erhalten wurde. | Vereinshaus der Konsumgenossenschaft mit Saal |
|        | Parkstraße (Lage)          | Skulptur „Die Lesende“ im Stadtpark           | Dieses bewegliche Denkmal galt zwischenzeitlich als vermisst. Es steht heute in der Staatsbibliothek Berlin. Dort scheint es seinen Platz im Eingangsbereich des Standortes unter den Linden gefunden zu haben. | BW                                            |